# 花蓮縣花蓮市信義國民小學
花蓮縣花蓮市信義國民小學，簡稱花蓮信義國小，是位於花蓮縣花蓮市信義街1號的公立國民小學，校地曾經是花蓮市衛生局舊址，緊鄰舊車站附近。該校近年成立之音樂社團「弦樂團」時常至花蓮市各地公益演出。

## 沿革
- 1966年9月：花蓮縣花蓮市中正國民小學成立附設信義分校。
- 1968年8月：奉准創校獨立，興建校舍、操場等校地設施。
- 1983年6月：始於歷年陸續重建或擴建校園設備，同年8月成為教育部數學科課程研究實驗學校。
- 2018年：獲教育部補助整建操場及排水系統，並增設幼兒園及低年級遊樂設施。
- 2019年：設置體能訓練場攀爬遊樂設施、整修老舊廁所。
- 2021年：裝設教室冷氣設備。

## 相關
- 信義國小

## 外部連結
- 花蓮縣花蓮市信義國民小學官網 （页面存档备份，存于）